# Siła magnum
Siła magnum – amerykański film fabularny z 1973 roku w reżyserii Teda Posta. Jest to drugi po Brudnym Harrym z serii filmów o Harrym Callahanie, którego zagrał Clint Eastwood.

## Zarys fabuły
Grupa policjantów mścicieli, jeżdżących na motorach czyści miasto z przestępców, których wymiar sprawiedliwości uniewinnił.  Inspektor Harry Callahan dostał polecenie powstrzymania fali morderstw, mimo iż osobiście nie ma on obiekcji na to by zwyrodnialcy ginęli, a na dodatek nie podejrzewa, że zabójcy to czterech nowicjuszy z drogówki. Zmienia podejście do sprawy, gdy ofiarą zabójców pada jego przyjaciel, również policjant.

## Obsada
- Clint Eastwood jako inspektor policji San Francisco, Harry Callahan
- Hal Holbrook jako porucznik policji San Francisco, Neil Briggs
- David Soul jako funkcjonariusz drogówki, John Davis
- Tim Matheson jako funkcjonariusz drogówki, Phil Sweet
- Kip Niven jako funkcjonariusz drogówki, Alan Red Astrachan
- Robert Urich jako funkcjonariusz drogówki Mike Grimes
- Felton Perry jako inspektor policji San Francisco, Earlington Early Smith
- Mitchell Ryan jako funkcjonariusz drogówki, Charlie McCoy
- John Mitchum jako inspektor Frank DiGiorgio
- Albert Popwell jako alfons, J.J. Wilson
- Richard Devon jako Carmine Ricca
- Christine White jako Carol McCoy
- Tony Giorgio jako Frank Palancio
- Jack Kosslyn jako Walter, technik policyjny
- Bob March jako Estabrook
- Adele Yoshioka jako Sunny, sąsiadka Harry'ego